# Egbert Swensson
Egbert Swensson, född den 24 maj 1956 i Eggesin, är en östtysk seglare.
Han tog OS-silver i 470 i samband med de olympiska seglingstävlingarna 1980 i Moskva.